# Tambja morosa
Tambja morosa (Bergh, 1877) è un mollusco nudibranchio della famiglia Polyceridae.

## Descrizione
Il corpo di Tambja morosa può essere blu scuro o verde scuro, mentre il ciuffo branchiale è verde chiaro con striature blu e il piede è bordato di blu. Da adulto questo mollusco arriva a misurare fino a 7 centimetri di lunghezza.

## Distribuzione e habitat
Tambja morosa è presente in Africa orientale, nelle Filippine, in Indonesia e nelle Hawaii.